# Luigi Poli (calciatore)
Luigi Poli (San Michele Extra, 15 marzo 1930 – Verona, 28 gennaio 2016) è stato un calciatore italiano, di ruolo centrocampista.

## Caratteristiche tecniche
Giocava come ala destra.

## Carriera

### Club
Nato a San Michele Extra, quartiere della città di Verona, Poli inizia a giocare a calcio nella locale squadra dell'Audace SME, prima nella categoria "Ragazzi" e successivamente in prima squadra, dove debutta nel campionato 1947-1948 nel campionato di Serie C. Arriva al Verona nella stagione 1950-1951: in quel campionato di Serie B giocò 3 incontri. Tornò in gialloblu nel 1952-1953, ottenendo maggior spazio: fu impiegato in 12 partite, e segnò 3 gol (contro Monza, Catania e Cagliari). Fu ai margini della rosa nel 1953-1954 (4 presenze), ma nella Serie B 1954-1955 ebbe l'occasione di disputare un campionato da titolare, mettendo insieme 21 gare, con 3 gol (contro Palermo, Padova e Alessandria). Per le successive due annate rimase ancora nella rosa del Verona, aggiungendo altre 11 presenze in B (di cui tre con una rete all'attivo nel vittorioso campionato 1956-1957): raggiunse così quota 51 con gli scaligeri.

## Palmarès

### Club

#### Competizioni nazionali
- Serie B: 1

Verona: 1956-1957